# Masca lui Loki
Masca lui Loki (titlu original The Mask of Loki) este un roman științifico-fantastic din 1990 scris de Roger Zelazny împreună cu Thomas T. Thomas.
Acțiunea romanului are loc simultan în două epoci: una a războaielor sfinte a cavalerilor creștini contra sarazinilor și alta în secolul al XXI-lea.
Roger Zelazny s-a concentrat asupra poveștii din trecut, al cărei erou principal este Thomas Amnet, un paznic mistic al unei Pietre care are puterea previziunii. Thomas a contribuit la povestea din viitor, cu ale sale mașinării psi, în care protagonistul este pianistul Tom, care este obsedat de ideea că cineva încearcă să-l asasineze.
Romanul este inspirat din mitologia nordică: în ultimele capitole apare zeul Loki, dar, potrivit criticii, acțiunea romanului se încâlcește și devine de neînțeles.